# Extensivweiden nördlich Langen
Extensivweiden nördlich Langen este o arie protejată (sit de importanță comunitară — SCI) din Germania întinsă pe o suprafață de 4,27 ha, integral pe uscat.

## Localizare
Centrul sitului Extensivweiden nördlich Langen este situat la coordonatele 53°37′49″N 8°36′52″E / 53.6303°N 8.6144°E.

## Înființare
Situl Extensivweiden nördlich Langen a fost declarat sit de importanță comunitară în ianuarie 2005 pentru a proteja un număr necunoscut de specii din flora spontană și fauna sălbatică aflate în arealul zonei.

## Biodiversitate
Situată în ecoregiunea atlantică, aria protejată conține 1 habitat natural: Formațiuni ierboase bogate în specii de Nardus, dezvoltate pe substraturi silicioase în zone montane (și în zone submontane, în Europa continentală).
La baza desemnării sitului se află un număr nedeclarat de specii protejate.